# Клишина, Дарья Игоревна
Да́рья И́горевна Кли́шина (род. 15 января 1991, Тверь) — российская прыгунья в длину, серебряный призёр чемпионата мира 2017 года, двукратная чемпионка Европы в помещении (2011, 2013), призёр чемпионата Европы 2014 года, чемпионка мира среди спортсменов до 17 лет 2007 года, чемпионка Европы среди юниоров 2009 года, чемпионка Европы среди молодёжи 2011 года.
Обладательница юниорского рекорда России с результатом 7,05 м. Это третий результат среди юниоров за всю историю прыжков в длину, уступающий лишь Хайке Дрекслер, прыгнувшей в 1983 году на 7,14 м и 7,08 м.
Дарья Клишина окончила Университет «Синергия» в 2012 году по направлению «Спортивный менеджмент».

## Карьера

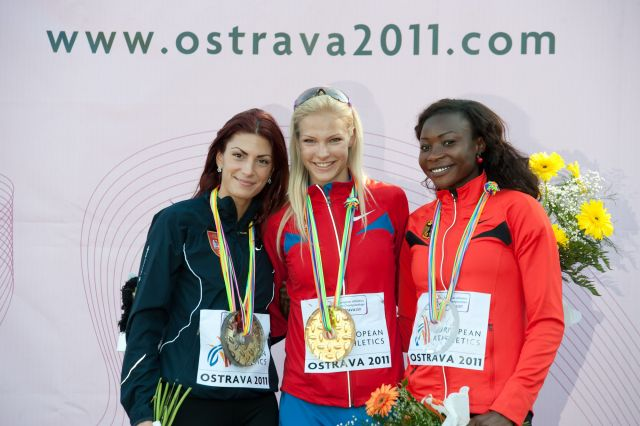
Дарья (в центре) на церемонии награждения призёров чемпионата Европы среди молодёжи. Острава, июль 2011 года

Сначала занималась волейболом, но отец, бывший легкоатлет, решил отдать её в индивидуальный вид спорта. Тренировалась под руководством Юрия Кириллова. В 13-летнем возрасте на детских соревнованиях была замечена Ольгой Шемигон, по приглашению которой переехала в училище олимпийского резерва в Москву.
На чемпионате мира в закрытом помещении 2010 года в Дохе 19-летняя россиянка заняла пятое место с результатом 6 м 62 см, всего 1 см уступив бронзовой призёрке и 8 см — чемпионке Бриттни Риз из США.
В 2011 году болгарский спортивный интернет-ресурс SPORTAL.BG назвал Клишину «самой сексуальной российской спортсменкой», а ранее Клишина была выбрана самой красивой молодой спортсменкой журналом PROSPORT.
17 июля 2011 года на молодёжном континентальном первенстве в Остраве Дарья показала второй результат сезона в мире среди взрослых и установила рекорд чемпионатов Европы среди молодёжи — 7,05 м.
В 2013 году завоевала золото на Универсиаде в Казани.
С 2013 года живёт в США, где тренируется у Лорена Сигрейва.
18 мая 2014 года на этапе Бриллиантовой лиги Shanghai Golden Grand Prix заняла 5-е место с результатом 6,62 м. 30 мая заняла 2-е место на Prefontaine Classic — 6,88 м. 11 июня заняла 4-е место на ExxonMobil Bislett Games — 6,67 м. 24 июля 2014 года Дарья победила на чемпионате России с результатом 6,90 м. На Чемпионате Европы по лёгкой атлетике 2014 показав результат 6,65 м заняла 3-е место.
На чемпионате мира 2015 года заняла 10-е место — 6,65 м.
В 2016 году приняла участие в нескольких внутрироссийских соревнованиях. 4 июня стала победительницей мемориала братьев Знаменских с результатом 6,73 м. Спустя восемь дней, 12 июня, выиграла всероссийские соревнования в Ерино — 6,80 м. 21 июня 2016 года Дарья победила на чемпионате России с результатом 6,84 м.
В июле 2016 года стала единственной российской спортсменкой, допущенной Международной ассоциацией легкоатлетических федераций к соревнованиям Олимпиады 2016 в Бразилии как нейтральный спортсмен. Позднее президент Международного олимпийского комитета Томас Бах уточнил, что Клишина имеет право выступить на Олимпиаде под российским флагом. 13 августа 2016 Клишина была отстранена от Игр, так как появились новые сведения в контексте доклада независимой комиссии ВАДА под руководством Ричарда Макларена. Клишина подала апелляционную жалобу в Спортивный арбитражный суд (CAS). 15 августа 2016 CAS удовлетворил жалобу Клишиной и допустил её до участия в соревнованиях. 18 августа Дарья Клишина в финале соревнований по прыжкам в длину заняла 9-е место с результатом 6,63 м после первых трёх попыток, не получив право на последующие три попытки.
В 2019 году Дарья завоевала золото в прыжках в длину на чемпионате России, который проходит в Чебоксарах. Спортсменка показала результат 6,82 метра

## Личная жизнь
С 2013 года живёт и тренируется в США.
Дарья Клишина замужем. Имеет сыновей 2018 и 2022 годов рождения.

## Личные рекорды
| Дисциплина                          | Результат (м)       | Место    | Дата         |
| ----------------------------------- | ------------------- | -------- | ------------ |
| Прыжок в длину (открытый стадион)   | 7,05 (+1,1 м/с) РРЮ | Острава  | 17 июля 2011 |
| Прыжок в длину (закрытые помещения) | 7,01                | Гётеборг | 2 марта 2013 |

- РРЮ — рекорд России юниорский.